# دینی ایپ
دینی ایپ (انگلیسی: Deanie Ip؛ ۲۵ دسامبر ۱۹۴۷) بازیگر و خواننده اهل هنگ کنگ است.
او دو مرتبه برندهٔ جایزه فیلم هنگ کنگ، یک بار برندۀ جایزۀ جشنواره فیلم اسب طلایی و یک‌بار هم برندهٔ «جام ولپی» در جشنواره فیلم ونیز شده است.
از فیلم‌ها یا مجموعه‌های تلویزیونی که وی در آن‌ها نقش داشته است، می‌توان به همیشه اژدها و پام پام اشاره نمود.